# Molepolole City Stars FC
Der Molepolole City Stars Football Club ist ein botswanischer Fußballverein aus der Stadt Molepolole. Aktuell nimmt der Verein nicht am Spielbetrieb teil.

## Geschichte
Der Verein wurde 1984 als Sharps Shooting Stars gegründet. 2019 benannte sich der Klub in Molepolole City Stars Football Club um.

## Stadion
Seine Heimspiele trug der Verein im Molepolole Stadium in Molepolole aus. Das Stadion hat ein Fassungsvermögen von 6600 Personen.

## Saisonplatzierung
| Saison                   | Liga                    | Level                 | Teams                 | Platz                 |
| Sharps Shooting Stars    | Sharps Shooting Stars   | Sharps Shooting Stars | Sharps Shooting Stars | Sharps Shooting Stars |
| ------------------------ | ----------------------- | --------------------- | --------------------- | --------------------- |
| 2017/18                  | Botswana Premier League | 1                     | 16                    | 7.                    |
| 2018/19                  | Botswana Premier League | 1                     | 16                    | 8.                    |
| Molepolole City Stars FC |                         |                       |                       |                       |
| 2019/20                  | Botswana Premier League | 1                     | 16                    | 15. ▼                 |